# Deutsch Wagram (nádraží)
Deutsch Wagram je železniční stanice, která se nachází na původní železniční trati společnosti c.k. privilegované Severní dráhy císaře Ferdinanda (SDCF) z Vídně do Bochnie ve městě Deutsch-Wagram ve spolkové republice Dolní Rakousko.

## Historie
Ve městě Deutsch-Wargam byl vybudován první úsek železniční trati SDCF do Floridsdorfu. Úsekem projel zkušební první parní vlak 13. listopadu 1837. O deset dní později jel vlak s pozvanými hosty a do provozu byla trať uvedena 4. března 1838. Do roku 1908 se nazývala jen Wagram. V letech 1984–1987 bylo nádraží renovováno. V letech 2013–2014 byla přestavěna a částečně zastřešena nástupiště.

## Stanice
V místě stanice byly postaveny budova provizorní výpravny, vodárny a vedle výpravny hrázděná budova restaurace, která je malým železničním muzeem.

### Výpravní budova
První výpravní budova SDCF byla provizorní dřevěná budova, která byla v roce 1851 zbořena a na její místo postavena zděná patrová budova podle projektu architekta Ernesta Ehrenhause. Výpravní budova byla jednopatrová obdélného půdorysu se třemi rizality (střední tříosý, krajní jednoosé) na drážní straně, ve středním rizalitu byla dvojitá sdružená okna s romantizujícími prvky. Stavba byla krytá valbovou střechou a zdobenou korunní římsou. Přízemní část byla zdobena členěnou bosáží, v patře byla okna obdélná. V roce 1895 byla budova prodloužena symetrickou přístavbou. V letech 1984–1987 byla výpravní budova rekonstruována včetně fasády.

### Vodárna
Naproti výpravní budově byla v roce 1846 postavena třípatrová tříosá věž vodárny zakončená trojúhelníkovým štítem se sedlovou střechou. Nároží byla členěna mělkou bosáží. Na zadní straně odvrácené od kolejí byl osmiboký komín. V roce 1852 byla přistavěna boční přízemní křídla. V horní části byla nádrž, do které se čerpala voda čerpacím zařízením umístěným v přízemí ze studny. Vodárna byla vybavena parním kotlem a čerpadlem. Voda byla rozváděna samospádem k vodním jeřábům, které zabezpečovaly plnění tendrů vodou. Je to nejstarší dochovaná vodárna v Rakousku.

### Acetylenovna
Nedaleko od výpravní budovy byla postavena z režného cihlového zdiva podle typového plánu (Spezialplan No 1873) z roku 1906. Přízemní tříosá stavba s plochou střechou. V budově byl umístěn tzv. mokrý plynojem, který byl zdrojem acetylénu (ethyn) pro acetylénové lampy. V budově lampárny byl sklad karbidu a jáma na vápno. Při rekonstrukci v letech 1984–1987 byla budova omítnuta. Podle stejného typového plánu byla postavena dochovaná acetylénovna v Brodku u Přerova.

## Galerie

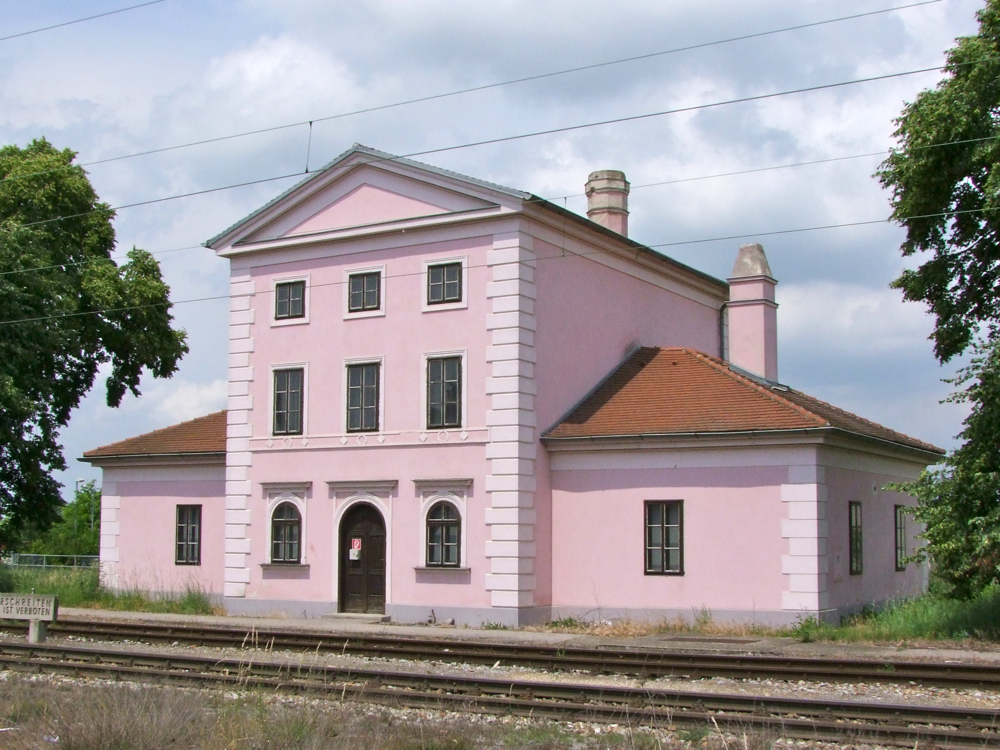
Vodárna
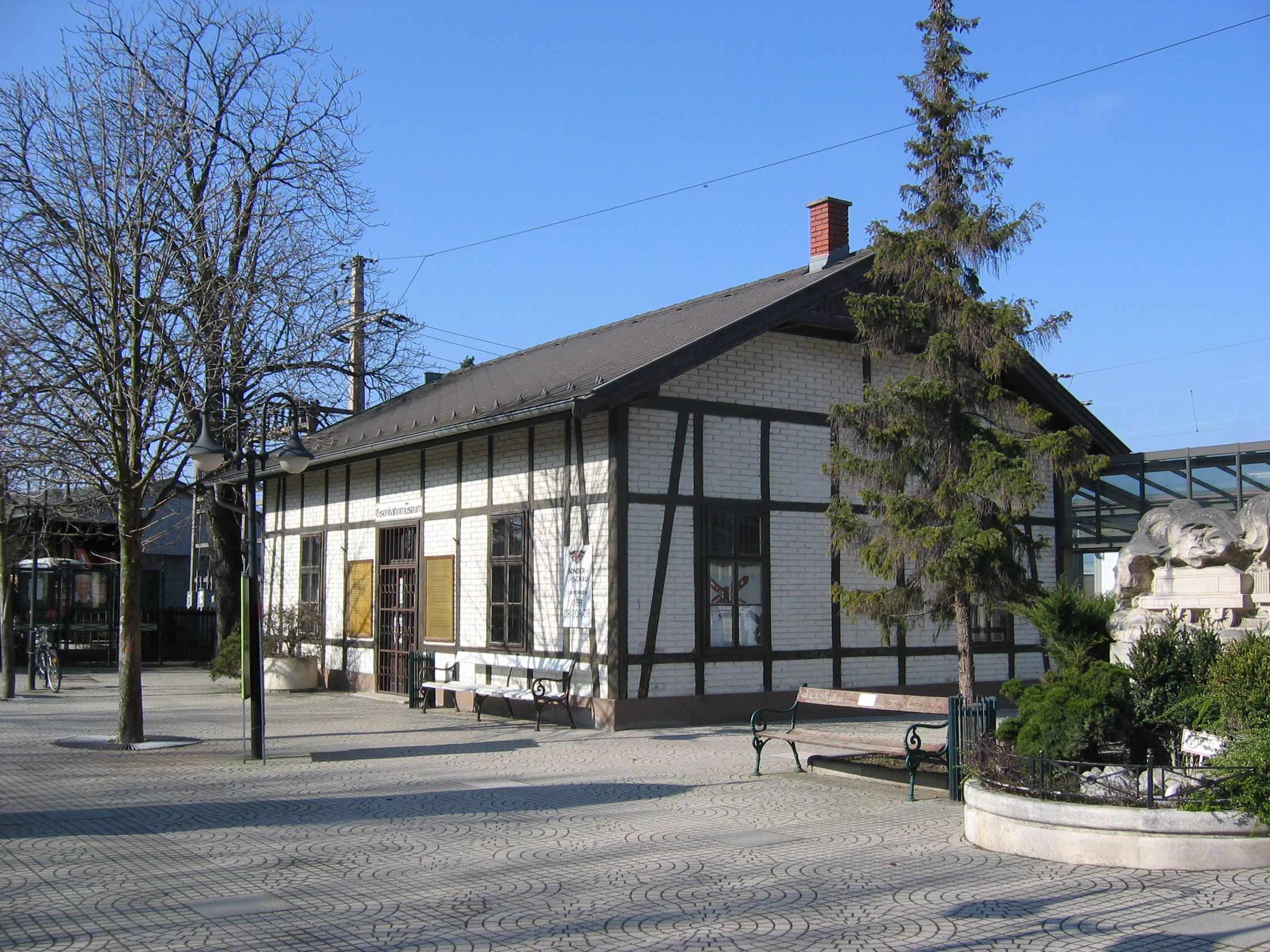
První nádražní restaurace, železniční muzeum
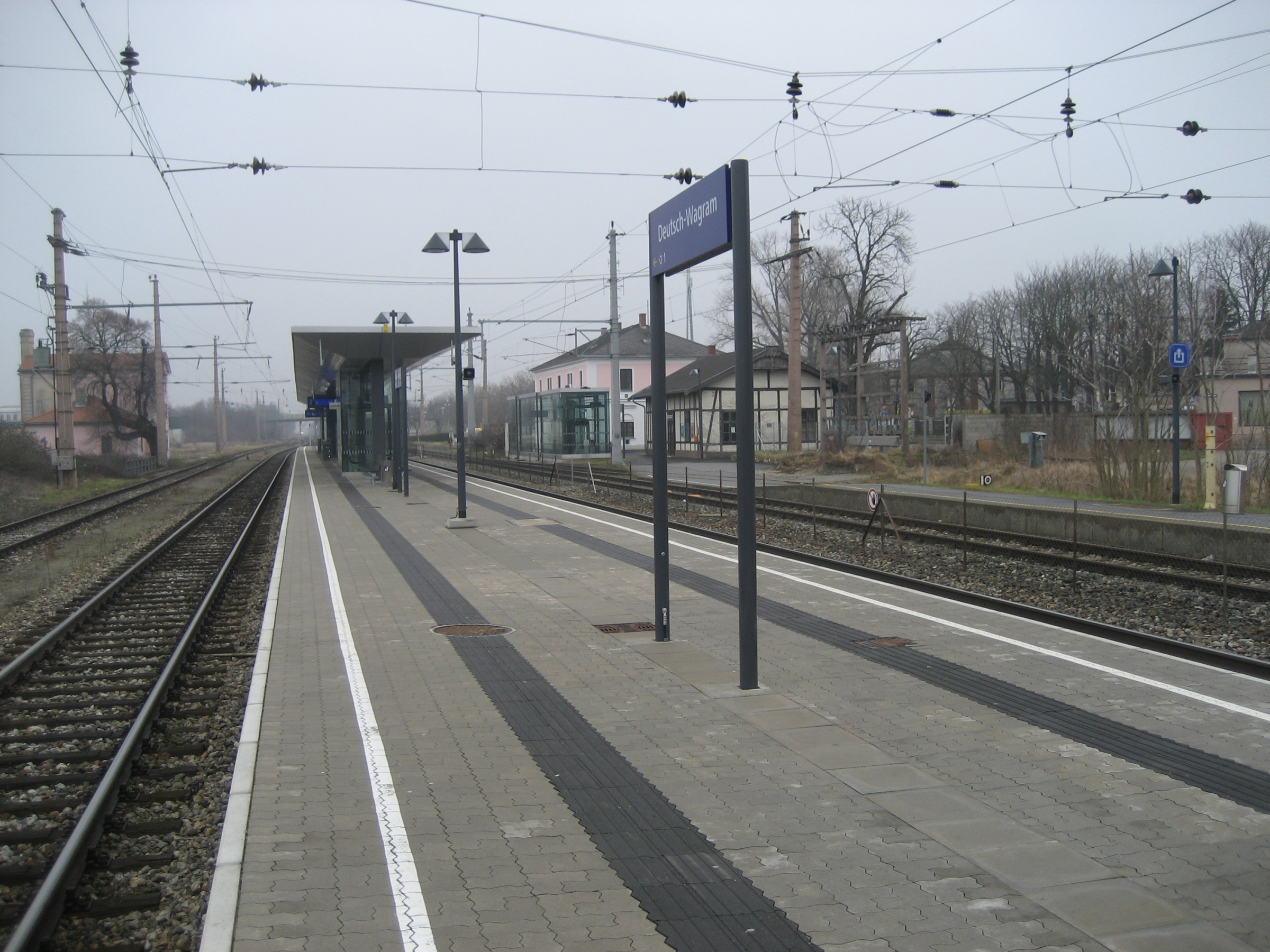
Ostrovní nástupiště